# Mariveles
Pour les articles homonymes, voir Mariveles.
Mariveles est une municipalité des Philippines, située à l'extrémité sud de la péninsule de Bataan, qui forme la province homonyme.
La principale particularité de cette ville est son port franc (Bataan Export Processing Zone), premier port franc établi aux Philippines, qui a permis à plusieurs grosses entreprises de s'installer à Mariveles, dont Essilor